# لونوگالا
لونوگالا (به لاتین: Lunugala) یک منطقهٔ مسکونی در سری‌لانکا است که در بادولا واقع شده‌است. لونوگالا ۳۱٬۰۹۲ نفر جمعیت دارد.